# Englische Fußballnationalmannschaft
Die englische Fußballnationalmannschaft (englisch England national football team) ist zusammen mit der schottischen Fußballnationalmannschaft die älteste Fußballnationalmannschaft der Welt. Beide trugen 1872 das erste Länderspiel aus. Sie repräsentiert den britischen Landesteil England bei internationalen Wettbewerben, wie Welt- oder Europameisterschaften. Sie untersteht der Football Association (FA), dem führenden Verband im englischen Fußball.
Fußball ist neben Hockey und Rugby eine der Sportarten mit vier britischen Nationalmannschaften. England als „Mutterland des Fußballs“, Schottland, Wales und Nordirland gründeten jeweils ihren eigenen Fußballverband unabhängig voneinander. Schottland und Nordirland spielen zudem eigene Meisterschaften aus; die walisischen Mannschaften spielen teilweise in den englischen, überwiegend in eigenen Ligen.
Die englische Nationalmannschaft ist die erfolgreichste der britischen Nationalmannschaften, der größte Erfolg gelang mit dem Gewinn der Weltmeisterschaft 1966 im eigenen Land. Zudem gewann England 34-mal alleine den Titel bei der British Home Championship (in einigen Jahren wurde der Titel geteilt), einem ehemaligen Wettbewerb zwischen den Home Nations, während die anderen drei Nationalteams zusammengenommen ebenfalls auf 34 Einzeltitel kommen.
Am 14. November 2019 absolvierte die englische Auswahl ihr 1000. Länderspiel.

## Geschichte

### Anfangszeit
Das erste Länderspiel einer englischen Auswahl war zugleich das erste offizielle Länderspiel in der Geschichte des Fußballs: Das von Mannschaftskapitän Cuthbert Ottaway angeführte Team traf am 30. November 1872 auf dem Hamilton Crescent, im heutigen Glasgower Stadtteil Partick, auf eine schottische Auswahl. Das Spiel endete vor rund 4000 Zuschauern mit 0:0. Im Jahr darauf verzeichnete die englische Auswahl mit einem 4:2 gegen Schottland im Kennington Oval-Stadion den ersten Sieg. Der 13:0-Sieg gegen die irische Auswahl am 18. Februar 1882 war bis zum 22. Oktober 1908, als bei den Olympischen Spielen in London Dänemark eine französische Auswahl mit 17:1 besiegte, der höchste Sieg in einem Länderspiel.
England spielte in den folgenden fast 40 Jahren fast ausschließlich gegen Schottland, Wales und Irland, das vor der Teilung 1921 in Gänze als viertes Land zum Vereinigten Königreich gehörte. Die ersten offiziellen Spiele gegen Gegner vom europäischen Festland fanden während einer Tournee im Jahr 1908 durch Mitteleuropa statt. Dort gewann England leicht gegen Österreich und eine Auswahl aus Böhmen. Die erste Niederlage außerhalb Großbritanniens musste England am 15. Mai 1929 beim 3:4 in Madrid gegen Spanien hinnehmen.
Die FA hatte sich 1906 dem Weltfußballverband FIFA angeschlossen, aber da sich die Beziehung zwischen der FIFA und den britischen Verbänden aufgrund eines Disputs wegen Zahlungen an Amateurspieler negativ entwickelte, zogen sich die britischen Nationen 1928 wieder aus der FIFA zurück. Dies hatte zur Folge, dass die englische Nationalmannschaft an den ersten drei Fußball-Weltmeisterschaften nicht teilnahm. In England wurde die eigene Nationalmannschaft als „inoffizieller Weltmeister“ bezeichnet, als sie im November 1934 den amtierenden Weltmeister aus Italien im als Battle of Highbury (Schlacht von Highbury) bezeichneten Spiel mit 3:2 besiegen konnte.

### Nachkriegsära
Nach dem Ende des Zweiten Weltkrieges näherte sich die FA in einem Modernisierungsprozess der FIFA erneut an, schloss sich ihr 1946 wieder an und ernannte im gleichen Jahr Walter Winterbottom zum ersten offiziellen Trainer der Nationalmannschaft, nachdem zuvor jeweils ein Komitee mit der Organisation des Teams beschäftigt gewesen war. Sie verloren 1949 ihr erstes Heimspiel gegen einen nicht-britischen Gegner, als sie im Goodison Park in Liverpool mit 0:2 gegen Irland unterlagen. Im Jahr darauf gab die englische Fußballnationalmannschaft bei der WM 1950 ihren Einstand, verlor dort sensationell mit 0:1 gegen die Vereinigten Staaten und schied bereits nach der ersten Gruppenphase aus. Auch bei den nächsten beiden Weltmeisterschaften in der Schweiz und in Schweden konnte das englische Team nicht überzeugen und zeigte deutlich, wie sehr der englische Fußball gegenüber der restlichen Fußballwelt an Qualität eingebüßt hatte.
Die taktische Unterlegenheit wurde besonders deutlich, als das englische Team am 25. November 1953 im eigenen Wembley-Stadion Ungarn gegenüberstand. Die ungarische Nationalmannschaft war zu diesem Zeitpunkt mit legendären Spielern wie Ferenc Puskás, József Bozsik, Sándor Kocsis oder Nándor Hidegkuti eines der weltweit besten Teams und schlug England in Wembley mit 6:3. Dies war die erste Heim-Niederlage für die englische Mannschaft gegen eine Mannschaft vom europäischen Festland. Das Rückspiel in Budapest gewann die ungarische Mannschaft mit 7:1 sogar noch höher. Dieses 1:7 ist bis zum heutigen Tage die höchste Niederlage in der Geschichte der englischen Fußballnationalmannschaft.
In den 1960er-Jahren unterwarf der englische Fußball taktisches Verhalten und Trainingsbetrieb einer deutlichen Modernisierung, was sich bereits mit einem respektablen Auftritt bei der WM 1962 in Chile auswirkte, als England ins Viertelfinale einzog und dort nur dem späteren Weltmeister aus Brasilien unterlag. Nach Winterbottoms Rücktritt im Jahr 1962 übernahm der frühere Mannschaftskapitän Alf Ramsey das Traineramt, der sofort kühn behauptete, dass England die folgende Weltmeisterschaft, die im eigenen Land stattfinden sollte, gewinnen würde.

### WM-Titel und schleichender Niedergang (1962–1982)
Ramseys Vorhersage sollte sich tatsächlich erfüllen und England wurde bei der WM 1966 Weltmeister, was bis zum heutigen Tag als der größte Erfolg in der englischen Fußballgeschichte gilt. Angeführt von Mannschaftskapitän Bobby Moore besiegten die englischen Wingless Wonders – so genannt, da Ramsey seine Mannschaft bei dem Turnier ohne echten Flügelstürmer spielen ließ – Argentinien und Portugal, um dann im Finale der deutschen Nationalmannschaft im Wembley-Stadion gegenüberzustehen. England gewann das Endspiel nach insgesamt drei Toren von Geoff Hurst (darunter das berühmte Wembley-Tor) und einem Treffer von Martin Peters mit 4:2 nach Verlängerung. Bekannt ist dieses Finale vor allem für das berühmte Wembley-Tor. Kenneth Wolstenholme, Reporter des britischen Rundfunksenders BBC, kommentierte die Anwesenheit von Zuschauern auf dem Feld, das dabei erzielte letzte Tor von Hurst in der 120. Minute und das Spielende mit dem dadurch sehr bekannt gewordenen Ausspruch: “They think it’s all over … it is now!”
England erreichte bei der folgenden EM 1968 den dritten Platz und war als Titelverteidiger einer der Favoriten für die WM 1970 in Mexiko. Nach einer zwischenzeitlichen 2:0-Führung unterlag England jedoch im Viertelfinale Deutschland noch mit 2:3 und schied aus dem Turnier aus. Auch im Viertelfinale bei der EM 1972 verlor England gegen Deutschland, als sie nach insgesamt 1:3 Toren unterlagen. Der negative Trend wurde fortgesetzt, als sich England nach einem 1:1 gegen Polen in der Qualifikation, als man mehrfach an dem stark aufspielenden polnischen Torhüter Jan Tomaszewski scheiterte, nicht für die WM 1974 in Deutschland qualifizieren konnte. Im Nachgang der fehlgeschlagenen Qualifikation entließ die FA Trainer Ramsey, der mit England in 113 Spielen 69 Siege und 27 Remis erreicht hatte. Dabei wurde stark kritisiert, dass die FA Ramsey, angesichts der Erfolge, die seiner sportlichen Leitung zu verdanken waren, nicht die Möglichkeit zu einer eigenen Rücktrittsentscheidung überließ.
Nach einer kurzen Übergangsphase unter Trainer Joe Mercer verpflichtete die FA Don Revie als Ramseys offiziellen Nachfolger. Unter seiner Ägide entwickelten sich die Leistungen der englischen Nationalmannschaft noch deutlich negativer als in der Spätphase von Ramsey und England konnte sich weder für die Gruppenphase der EM 1976 noch für die WM 1978 in Argentinien qualifizieren. Revie war 1977 bereits zurückgetreten und wurde durch Ron Greenwood ersetzt. Zur gleichen Zeit entwickelte sich auch im Umfeld der Nationalmannschaft unter den Anhängern ein stetig wachsendes Hooligan-Problem, das vor allem bei englischen Auswärtsländerspielen auftrat. Bei der EM 1980 setzte die italienische Polizei während eines Gruppenspiels gegen Belgien sogar Tränengas ein. England qualifizierte sich für die WM 1982 in Spanien, scheiterte dort jedoch in der zweiten Gruppenphase, obwohl die Mannschaft kein Spiel verloren hatte. Auch während dieses Turniers wurden die englischen Spiele von Gewaltausschreitungen begleitet.

### Erneuerung unter Bobby Robson und wechselhafte Phasen in den 1990er Jahren (1982–2000)
Obwohl ein Großteil der Öffentlichkeit und der Medienlandschaft Bobby Robson während seiner Zeit als Nationaltrainer sehr skeptisch beäugt hatte, wird er im Nachgang als einer der erfolgreichsten englischen Trainer eingestuft. Nachdem ihm nach einer Niederlage gegen Dänemark die Qualifikation zur Endrunde der EM 1984 in Frankreich misslungen war, führte er die Nationalmannschaft zur WM 1986 nach Mexiko. Nach einem schwachen Start, bei dem England gegen Portugal verloren und ohne seinen verletzten Mannschaftskapitän Bryan Robson gegen Marokko unentschieden gespielt hatte, sicherten drei Tore von Gary Lineker zum 3:0-Sieg gegen Polen den Einzug in die nächste Runde. Nach einem weiteren 3:0-Sieg in der zweiten Runde gegen Paraguay verlor die Mannschaft in einem kontroversen Spiel gegen den späteren Weltmeister aus Argentinien. Während der 1:2-Niederlage fielen dabei zwei Treffer von Diego Maradona, wobei das erste als Hand-Gottes-Tor in die Fußballgeschichte einging. Der zweite Treffer, dem ein Dribbling Maradonas über die Hälfte des Spielfelds und an fünf englischen Spielern vorbei vorausging, wurde später als WM-Tor des Jahrhunderts ausgezeichnet. Gary Lineker gewann den Titel des Torschützenkönigs der Weltmeisterschaft.
Für die Europameisterschaft 1988 in Deutschland konnte sich England zwar qualifizieren, verlor jedoch alle drei Gruppenspiele gegen Irland (0:1), sowie gegen die späteren Finalisten Niederlande (1:3) und Sowjetunion (1:3).
Die nächste Weltmeisterschaft im Jahre 1990 sollte dann der beste Auftritt einer englischen Mannschaft seit dem Titelgewinn im Jahr 1966 darstellen. Nach einem langsamen Beginn in der Gruppenphase setzte sich das Team in den K.-o.-Runden knapp mit jeweils einem Tor Unterschied gegen Belgien und Kamerun durch, bevor es dann im Halbfinale nach einem 1:1 nach Verlängerung im Elfmeterschießen gegen Deutschland unterlag. Stuart Pearce und Chris Waddle hatten dabei ihre Strafstöße vergeben, aber die guten Mannschaftsleistungen, der Auftritt von Paul Gascoigne als bestem englischen Spieler während des Turniers und das Ausbleiben von Gewaltaktionen waren Faktoren für die kommende Rehabilitierung des Fußballs in der britischen Gesellschaft der 90er-Jahre. Nach dem Turnier trat der englische Torwart Peter Shilton nach insgesamt 125 Einsätzen zurück und ist damit bis zum heutigen Tage Rekordnationalspieler.
Die Zeit unter Graham Taylor, Robsons Nachfolger im Amt des Nationaltrainers, gestaltete sich sehr unglücklich. Während seines Engagements gewann England während der EM 1992 in Schweden kein Spiel. Dabei wurde Taylor in der Öffentlichkeit sehr stark für seine Entscheidung kritisiert, im wichtigen letzten Gruppenspiel gegen Schweden Gary Lineker beim Stand von 1:2 bereits nach 64 Minuten auszuwechseln. England konnte sich fortan auch nicht für die WM 1994 in den Vereinigten Staaten qualifizieren, wobei das Team in einem Qualifikationsspiel gegen San Marino, einem der schwächsten Fußballteams überhaupt, bereits nach wenigen Sekunden mit 0:1 zurückgelegen hatte, bevor England dann noch mit 7:1 gewinnen konnte. Taylor wurde 1993 entlassen und durch Terry Venables ersetzt, der die englische Nationalmannschaft zu einer guten Leistung bei der EM 1996 im eigenen Land führte. Die Erwartungen waren bei diesem Turnier zum 30. Jubiläum der Weltmeisterschaft von 1966 sehr hoch und das englische Team startete gut in der Vorrunde. Es schlug dabei mit einem sehr gut spielenden Paul Gascoigne Schottland mit 2:0 und besiegte danach das stark eingeschätzte Team aus den Niederlanden überraschend deutlich mit 4:1. Nach einem Sieg im Elfmeterschießen gegen Spanien stand England im Halbfinale, wie bereits sechs Jahre zuvor bei der Weltmeisterschaft, Deutschland nach einem 1:1 nach Verlängerung im Elfmeterschießen gegenüber. Nachdem Gareth Southgate den entscheidenden Elfmeter verschossen hatte, unterlag England erneut der deutschen Mannschaft.
Venables trat nach Beendigung der Europameisterschaft zurück. Sein Nachfolger Glenn Hoddle absolvierte mit England eine erfolgreiche Qualifikation zur WM 1998 in Frankreich und stellte die Teilnahme zum Turnier mit einem 0:0-Unentschieden im Stadio Olimpico gegen Italien sicher. Bei der WM wurde das englische Team dann wieder bei einem Elfmeterschießen geschlagen, nachdem David Beckham bereits während des Spiels gegen Argentinien aufgrund einer roten Karte das Feld vorzeitig hatte verlassen müssen. Im darauf folgenden Jahr trat Hoddle von seinem Amt zurück, nachdem er zuvor kontroverse Aussagen über Behinderte in einem Zeitungsinterview getätigt hatte. In diesen äußerte er seine Meinung, dass Behinderte den Preis für Sünden aus früheren Leben zahlen würden. Der ehemalige englische Mannschaftskapitän Kevin Keegan übernahm das Traineramt und führte das Team nach 2:1 Toren in Hin- und Rückspiel gegen Schottland im Play-off zur EM 2000 in den Niederlanden und Belgien, wo die Mannschaft jedoch die Gruppenphase nicht überstand. Keegan trat im September 2000 zurück, nachdem die Mannschaft das letzte Spiel im alten Wembley-Stadion, ein Qualifikationsspiel zur WM 2002 gegen Deutschland, verloren hatte.

### Ausländische Nationaltrainer, Nicht-Teilnahme an der EM 2008 und Elfmeter-Niederlagen (2000–2012)
Im Jahr 2001 wurde der Schwede Sven-Göran Eriksson zu Keegans Nachfolger und somit zum ersten ausländischen Trainer Englands ernannt. Eriksson führte die Mannschaft im September des gleichen Jahres nach einem 0:1-Rückstand zu einem spektakulären 5:1-Auswärtssieg gegen Deutschland, als neben Emile Heskey und Steven Gerrard ein überragender Michael Owen drei Tore erzielen konnte. England stellte die direkte Qualifikation und den Gruppensieg durch ein spätes Freistoßtor zum 2:2 im Heimspiel gegen Griechenland und aufgrund einer besseren Tordifferenz sicher. Bei der Weltmeisterschaft in Japan und Südkorea selbst schlug England Argentinien in der Gruppenphase mit 1:0 und erreichte das Viertelfinale, in dem die Mannschaft mit 1:2 gegen den späteren Weltmeister aus Brasilien verlor.
Auch die Qualifikationsgruppe zur EM 2004 gewann das englische Team nach einem 0:0 im letzten Spiel gegen die Türkei. Trotz einer Niederlage in der Vorrunde gegen Frankreich wurde England als einer der Favoriten für den weiteren Verlauf des Turniers gehandelt. Die Mannschaft scheiterte jedoch im Viertelfinale am Gastgeber aus Portugal, wobei sie erneut im Elfmeterschießen den Kürzeren zog.
Im Jahr 2005 sah sich Eriksson verstärkter Kritik aufgrund seiner Defensivstrategie, einem eher leidenschaftslosen Spielverständnis, Kommunikationsproblemen mit seinen Spielern und gewissen Schwierigkeiten, eine Taktik einem sich ändernden Spielverlauf anzupassen, wie sie vor allem bei der Niederlage gegen Brasilien während der Weltmeisterschaft 2002 deutlich geworden waren, ausgesetzt. Der 1:4-Niederlage in einem Freundschaftsspiel gegen Dänemark folgte ein weiterer Tiefpunkt, als England in einem Qualifikationsspiel zur WM 2006 mit 0:1 gegen den Rivalen aus Nordirland unterlag. Diese historische Niederlage hatte eine große Welle von Kritik zur Folge, obwohl die Mannschaft zuvor eine gute Qualifikation gespielt hatte. Ein hart umkämpfter und wenig überzeugender 1:0-Sieg gegen Österreich sorgte dann auch nicht dafür, dass sich der Druck verminderte. Dennoch qualifizierte sich die englische Mannschaft bereits vor dem letzten Spiel, das sie gegen Polen aufgrund einer deutlichen Leistungssteigerung mit 2:1 gewinnen konnte, für das Weltmeisterschaftsturnier im Jahr 2006.
Nach Beendigung der Qualifikation gewann die englische Mannschaft in einem Freundschaftsspiel im schweizerischen Genf mit 3:2 gegen Argentinien und zeigte dabei die möglicherweise beste Leistung seit mehreren Jahren.
Eriksson wurde auch vor allem aufgrund seiner großen Experimentierfreudigkeit bei Freundschaftsspielen kritisiert und wechselte dabei zeitweilig zur Halbzeit sogar die gesamte Mannschaft aus, bevor die FIFA im Jahr 2004 entschied, dass maximal sechs Spieler in solchen Partien ausgetauscht werden dürfen. Ein weiterer Kritikpunkt stellte heraus, dass Eriksson den Stellenwert des Amts des Mannschaftskapitäns verringern würde, da er Spieler wie Emile Heskey und Phil Neville nach Ein- und Auswechslungen kurzzeitig zum Mannschaftsführer ernannte, wobei sich die Diskussion dann darauf einigte, dass nur der Spieler, der sein Team während des Anpfiffs anführt, als offizieller Mannschaftskapitän anerkannt wird und sich damit von einem Spieler unterscheidet, der die Kapitänsbinde im Laufe des Spiels nur kommissarisch übernimmt.
Nach einer Kontroverse in der Zeitung News of the World im Januar 2006 entschied sich die FA dazu, mit Eriksson eine Vereinbarung über dessen Zukunft zu treffen, in deren Folge am 23. Januar 2006 verkündet wurde, dass Eriksson nach Beendigung der Weltmeisterschaft von seinem Amt des Nationaltrainers im Sommer zurücktreten werde. Es wurden in einem außergewöhnlich lange andauernden Auswahlprozess, der sehr stark in der öffentlichen Kritik stand, mehrere potenzielle Nachfolger gehandelt, darunter vor allem der portugiesische Nationaltrainer Luiz Felipe Scolari, der jedoch das Angebot auch aufgrund des zu großen Drucks, der in der britischen Medienlandschaft entstanden war, ablehnte. Am 4. Mai 2006 wurde Steve McClaren zum offiziellen Nachfolger Erikssons ernannt. Er betreute die Mannschaft erstmals am 16. August 2006 im Stadion Old Trafford gegen Griechenland.
Bei der WM 2006 offenbarte das englische Team bereits in der Gruppenphase Schwächen. Das Auftaktspiel gegen Paraguay wurde durch ein frühes Eigentor der Paraguayer entschieden und hinterließ angesichts der Mitfavoritenrolle Englands in diesem Turnier einen insgesamt enttäuschenden Eindruck. Es folgte ein erst in den letzten zehn Minuten hart erkämpfter 2:0-Sieg gegen den Weltmeisterschaftsdebütanten aus Trinidad und Tobago, wobei auch das lang erwartete Comeback des zuvor verletzten Wayne Rooney in der zweiten Halbzeit die Spielqualität Englands nicht deutlich verbesserte. Im letzten Gruppenspiel reichte ein leistungsgerechtes 2:2 gegen Schweden zum Gruppensieg. Pech hatte in diesem Spiel Michael Owen, der bereits in der vierten Minute ohne Fremdeinwirkung einen Kreuzbandriss erlitt und sich damit die ohnehin schon vorhandenen Probleme im englischen Offensivspiel noch vergrößerten. Im Achtelfinale konnte Ecuador mit 1:0 geschlagen werden. Im anschließenden Viertelfinale gegen Portugal schied England – wie schon bei den Weltmeisterschaften 1990 gegen Deutschland und 1998 gegen Argentinien – im Elfmeterschießen aus.
Die englische Presse verabschiedete Eriksson mit Spott und Kritik. So bat der „Sunday Mirror“ den scheidenden Trainer um die Rückgabe des an ihn gezahlten Gehalts, während The Independent zu dem Schluss kam, dass Eriksson Frauen lieber mag als Trophäen. Die Times beschuldigte ihn gar, aus den englischen Nationalspielern eine „Langball-Sekte“ gemacht zu haben.
Der neue englische Nationaltrainer Steve McClaren ernannte nach seiner Amtsübernahme im Anschluss an die Fußball-Weltmeisterschaft 2006 John Terry als neuen Mannschaftskapitän und verzichtete lange auf eine weitere Nominierung von David Beckham. Gemeinsam mit dem ehemaligen Chefcoach Terry Venables als Assistenztrainer sortierte McClaren in einem zusätzlichen Schritt zum Neuaufbau der Mannschaft mit Sol Campbell einen weiteren altgedienten Spieler aus.
In der Saison 2006/07 begann die englische Nationalmannschaft mit der Qualifikationsrunde für die Fußball-Europameisterschaft 2008 in Österreich und der Schweiz. Nach einem Freundschaftsspielsieg gegen Griechenland (4:0) startete die Auswahl Englands mit zwei Erfolgen gegen Andorra und Mazedonien in die Qualifikation. Es folgten jedoch zwei enttäuschende Ergebnisse, als zunächst Mazedonien durch ein 0:0 im Heimspiel überraschend nicht geschlagen werden konnte und schließlich eine 0:2-Niederlage gegen Kroatien in Zagreb die Serie des englischen Nationaltorhüters Paul Robinson von sechs Spielen ohne Gegentor beendete. Das Ergebnis gegen Kroatien stellte zudem das schlechteste Resultat in einem Pflichtspiel einer englischen A-Nationalmannschaft seit genau 13 Jahren dar – damals verlor das Team mit demselben Ergebnis in der Qualifikation zur WM 1994 gegen die Niederlande – und auch fortan zeigte sich die englische Nationalmannschaft in ihrer Leistung uninspiriert. Zum Ende einer 0:1-Freundschaftsspielniederlage gegen Spanien im Old Trafford wurde die Mannschaft vom Publikum dafür ausgebuht, und auch das 0:0-Remis in Tel-Aviv gegen Israel hinterließ Spott und Ablehnung in der eigenen Anhängerschaft.
Am 28. März 2007 konnte das englische Auswahlteam gegen Andorra erst in der 54. Spielminute mit einem Treffer von Steven Gerrard die Torflaute beenden. Nach einem zweiten Weitschusstreffer von Gerrard erzielte der Debütant David Nugent das Tor zum 3:0-Endstand. Dies bedeutete zwar das Ende einer Serie von fünf Spielen ohne Sieg, aber auch dort hatte die Mannschaft zur Halbzeit wütende Reaktionen der eigenen Fans über sich ergehen lassen müssen, da es bis dahin gegen den international unterklassigen Gegner nicht gelungen war, ein Tor zu schießen (die andorranische Mannschaft bestand zumeist aus Teilzeitprofis und befand sich zu diesem Zeitpunkt in der FIFA-Weltrangliste auf dem 163. Platz – im Vergleich zu England, der in dieser Hinsicht weltweit neuntbesten Auswahl). Auch nach den Treffern Englands ließen die deutlich vernehmbaren Sprechchöre nicht nach, die zum einen McClarens Entlassung („We want McClaren out“) und darüber hinaus die Rückkehr von David Beckham forderten („There’s only one David Beckham“).
Am 1. Juni 2007 absolvierte die englische Nationalmannschaft gegen Brasilien ihr erstes Spiel im neuen Wembley-Stadion. Die Partie ging 1:1 aus und John Terry köpfte dabei das erste Tor einer A-Nationalmannschaft in der neuen Arena (Diego sorgte in der Nachspielzeit noch für den Ausgleich Brasiliens). David Beckham, der die Freistoßvorlage zu Englands Treffer lieferte, wurde in diesem Spiel erstmals seit der Fußball-Weltmeisterschaft 2006 wieder nominiert.
Am 21. November 2007 verpasste England die Teilnahme an der EM-Endrunde in Österreich und der Schweiz. Im abschließenden Heimspiel gegen Kroatien, in dem beiden Teams ein Unentschieden ausgereicht hätte, verlor die Mannschaft in einer hochdramatischen Begegnung mit 2:3, während der direkte Konkurrent Russland durch einen 1:0-Sieg in Andorra in der Gruppentabelle an England vorbeizog. Gleich am nächsten Tag wurde Steve McClaren von der Football Association (FA) seines Amtes als Cheftrainer der Nationalmannschaft enthoben. Auch Co-Trainer Terry Venables wurde entlassen. Beide Verträge wurden mit sofortiger Wirkung gekündigt.
Am 14. Dezember 2007 wurde Fabio Capello zum neuen Nationalcoach ernannt. Unter Capello qualifizieren sich England als zweite europäische Mannschaft vorzeitig für die WM 2010 in Südafrika. Dabei gelang mit einem 4:1 in Kroatien und einem 5:1 in Wembley die Revanche für die verpasste EM-Qualifikation. Da England zudem im vorletzten für die eigene Qualifikation bedeutungslosen Spiel in der Ukraine mit 0:1 verlor, verpasste Kroatien als Gruppendritter die Relegationsspiele der besten Gruppenzweiten. Zum Jahresabschluss verlor eine mit mehreren Ersatzspielern angetretene englische Mannschaft in Doha mit 0:1 gegen Brasilien. Auch Capello setzte David Beckham nur sporadisch als Auswechselspieler ein und forderte ihn auf, zu einem europäischen Spitzenklub zu wechseln, wenn er an der WM teilnehmen wolle. Die sporadischen Einsätze machten Beckham aber zu diesem Zeitpunkt mit 115 Länderspielen zum englischen Feldspieler mit den meisten Einsätzen (mittlerweile wurde er von Wayne Rooney überholt). Nur Torhüter Peter Shilton hatte da mit 125 mehr Länderspiele aufzuweisen. Die Teilnahme an der Weltmeisterschaft blieb Beckham jedoch durch eine Achillessehnenverletzung letztendlich verwehrt.
Bei der Weltmeisterschaft spielte man in der Gruppenphase gegen die USA, Algerien und Slowenien. Nach zwei enttäuschenden Unentschieden gegen die USA (1:1) und Algerien (0:0) stand man gegen Slowenien unter Zugzwang. Letztendlich wurde Slowenien mit 1:0 besiegt. Im Achtelfinale traf man dann auf den Erzrivalen Deutschland, gegen den man mit 1:4 unterlag. Für Diskussionen sorgte ein von Frank Lampard erzieltes, aber vom Schiedsrichter nicht anerkanntes Tor beim Stand von 1:2, das Erinnerungen an das Wembley-Tor erweckte.
Bei der Qualifikation zur Fußball-Europameisterschaft 2012 traf man auf Montenegro, Bulgarien, Wales und auf die Schweiz. Anfangs lieferten sich die Engländer ein Fernduell mit Montenegro; am dritten und am vierten Spieltag der Qualifikation belegte Montenegro gar den ersten Platz in der Qualifikationsgruppe G. Am 7. Oktober 2011, dem vorletzten Qualifikationsspieltag, trennten sich England und Montenegro 2:2 (das Hinspiel am 12. Oktober 2010 endete 0:0), womit die Engländer sich den Gruppensieg sicherten.
Am 3. Februar 2012 wurde John Terry von der FA als Kapitän der Nationalmannschaft abgesetzt, da das Gerichtsverfahren gegen Terry wegen angeblicher rassistischer Äußerungen erst nach der Fußball-Europameisterschaft 2012 stattfinden sollte und die FA negative Auswirkungen auf die Leistung der Nationalmannschaft bei der Euro 2012 befürchtete. Fabio Capello kritisierte die Entscheidung der FA in mehreren Interviews und trat als Trainer der Nationalmannschaft am 8. Februar zurück.
Kurz vor der Fußball-Europameisterschaft 2012, am 1. Mai 2012, wurde Roy Hodgson als Nachfolger von Fabio Capello benannt. Er trat den Posten aber erst nach Ende der Premier-League-Saison an. Hodgson berief zwar Terry in den EM-Kader und verzichtete auf Rio Ferdinand, dessen Bruder Terry rassistisch beleidigt haben soll, ernannte aber Steven Gerrard zum Kapitän. Vor der EM fielen noch nacheinander Gareth Barry, Frank Lampard und Gary Cahill verletzt aus.
Bei der EM konnte England zwar wieder das Auftaktspiel nicht gewinnen, aber das 1:1 gegen Frankreich und Siege gegen Schweden und Co-Gastgeber Ukraine brachten den Gruppensieg. Im Viertelfinale war die englische Mannschaft, die mit einer ähnlichen Taktik wie der FC Chelsea im Champions-League-Finale spielte, der italienischen Mannschaft zwar deutlich unterlegen, erreichte aber dennoch das Elfmeterschießen, in dem sie erneut verlor.

### Gegenwart (ab 2012)
In der Qualifikation für die Weltmeisterschaft 2014 wurden England in der Europa-Gruppe H die Ukraine, Montenegro, Polen, Moldawien und San Marino zugelost. Die Three Lions absolvierten ihre Partien ohne Niederlage (sechs Siege, vier Unentschieden) und wurden vor der Ukraine Gruppensieger. Am letzten Spieltag am 15. Oktober 2013 gewann man im Wembley-Stadion gegen Polen mit 2:0 und sicherte sich damit die Teilnahme an der WM.
Bei der Endrunde trafen mit England, Italien und Uruguay erstmals drei ehemalige Weltmeister in einer Vorrundengruppe aufeinander, da England aufgrund des schlechten FIFA-Rankings in Lostopf 4 platziert worden war. Komplettiert wurde die Gruppe durch das Team aus Costa Rica. Das erste Spiel verloren die Engländer gegen Italien mit 1:2; das zweite Spiel am 19. Juni 2014 gegen Uruguay wurde ebenfalls mit 1:2 verloren. Durch Italiens Niederlage am Tag darauf gegen Costa Rica stand das Ausscheiden bereits nach dem zweiten Spieltag der Vorrundengruppe fest. Dies bedeutete das erste Ausscheiden einer englischen Mannschaft nach der Vorrunde bei einer WM seit 1958. Gegen Costa Rica, das als Außenseiter in das Turnier gestartet war, erreichte man ein torloses Remis. Dadurch wurde die mittelamerikanische Mannschaft Gruppensieger und stieß später bis ins Viertelfinale vor.
Nach der WM traten Steven Gerrard und Frank Lampard zurück, Wayne Rooney wurde neuer Kapitän und führte England in die anschließende EM-Qualifikation, die England mit sieben Siegen in Folge begann und sich damit schon am 5. September 2015 rechnerisch für die Europameisterschaft qualifizierte. Da auch die restlichen Spiele gewonnen wurden, war England die einzige Mannschaft in der Qualifikation ohne Punktverlust und galt daher als einer der Anwärter auf den Titel. An der Endrunde nahmen die Engländer mit dem zweitjüngsten Kader teil, unterlagen jedoch bereits im Achtelfinale dem EM-Debütanten Island mit 1:2, woraufhin Roy Hodgson kurz nach Spielende als Trainer zurücktrat. Wayne Rooney hingegen bekräftigte, weiterhin für England spielen zu wollen. Am 30. November 2016 wurde Gareth Southgate als neuer Trainer benannt.
Unter ihm fanden die Three Lions zu alter Stärke zurück, als ungeschlagener Tabellenführer der Qualifikation erreichten sie die WM 2018. Dort spielten sich durch starke Leistungen unter anderem der neue Stammtorhüter Jordan Pickford und der neue Kapitän Harry Kane in den Fokus; am Ende verlor man das Spiel um Platz 3 gegen Belgien. Ebenfalls Platz 3 wurde gut ein Jahr später im Frühjahr 2019 in der Finalrunde der UEFA Nations League erreicht.
Am 14. November 2019 absolvierte die englische Auswahl ihr 1000. Länderspiel. In diesen 1000 Partien waren insgesamt bereits 1245 Spieler nominiert worden, wobei James Maddison von Leicester City in diesem Spiel debütierte. Die Qualifikation zur EM 2021 wurde mit zehn Siegen aus ebenso vielen Partien bestritten; dies gelang sonst nur Belgien. Bei der EM-Endrunde 2021 traf England in der Gruppenphase auf Kroatien, auf Schottland sowie auf Tschechien und alle drei Gruppenspiele fanden im Wembley-Stadion statt. Zum Auftakt gab es einen 1:0-Sieg gegen die Kroaten, ehe der „Battle of Britain“ gegen Schottland anstand. Dort kamen die Three Lions nicht über ein torloses Unentschieden hinaus. Das entscheidende Gruppenspiel gegen die Tschechen gewannen die Engländer ebenfalls mit 1:0 und zogen ins Achtelfinale ein, wo es zum Aufeinandertreffen mit dem Erzrivalen Deutschland kam. England gewann durch die Tore von Raheem Sterling und Harry Kane mit 2:0 und zog ins Viertelfinale ein; der Sieg gegen die deutsche Nationalmannschaft war der erste Heimsieg der Engländer gegen die DFB-Elf seit 1975. Im Viertelfinale, ausgetragen im Olympiastadion Rom, spielte England gegen die ukrainische Nationalmannschaft und die Briten setzten sich mit 4:0 durch. Im Halbfinale, welches erneut im Wembley-Stadion ausgetragen wurde, wartete Außenseiter Dänemark und dabei kassierten die Engländer in der 30. Minute mit einem Freistoßtor von Mikkel Damsgaard das erste Gegentor im laufenden Wettbewerb, konnten allerdings neun Minuten später durch ein Eigentor von Simon Kjær ausgleichen. Das Spiel ging in die Verlängerung und in der 103. Minute erhielt England einen fragwürdigen Elfmeter, den der dänische Torwart Kasper Schmeichel zwar halten konnte, jedoch traf Harry Kane im Nachschuss und schoss sein Land ins Endspiel, welches ebenfalls im Wembley-Stadion ausgetragen wurde. Dort hieß der Gegner Italien. Im Endspiel gingen die Gastgeber durch ein frühes Tor von Luke Shaw in Führung und die Führung hatte bis zur 67. Minute Bestand, ehe dann Leonardo Bonucci für die Italiener ausglich. Auch diese Partie wurde nicht in der regulären Spielzeit entschieden, sondern musste gar ins Elfmeterschießen, wo die Engländer Marcus Rashford, Jadon Sancho und Bukayo Saka verschossen und England somit die Chance auf den zweiten Titel bei einem großen Turnier nach dem WM-Sieg 1966 verpasste.
In der Qualifikation für die Weltmeisterschaft 2022 hießen die Gegner San Marino, Albanien, Polen, Ungarn und Andorra. England qualifizierte sich als Gruppensieger für die Endrunde, die im Wüstenstaat Katar stattfand. Vorher gab es noch die UEFA Nations League, wo die Three Lions in einer Gruppe mit abermals den Ungarn sowie dem deutschen Erzrivalen und Italien, dem Finalgegner bei der EM 2021, waren. Ohne einen einzigen Sieg stieg England als Tabellenletzter in die Liga B ab. Bei der WM-Endrunde in Katar traf England in der Gruppenphase auf den Iran, die USA sowie auf Wales. Als Gruppensieger qualifizierten sich die Engländer für das Achtelfinale und schlugen dort den Senegal mit 3:0, ehe im Viertelfinale Frankreich Endstation bedeutete (1:2).
Dann war die Qualifikation für die Europameisterschaft 2024 und dort kam es erneut zu einem Aufeinandertreffen mit Italien, zudem bekam man es mit der Ukraine, Malta sowie Nordmazedonien zu tun. Auch dank zweier Siege gegen den Titelverteidiger aus Italien qualifizierte sich England für die EM als Gruppensieger. Die Europameisterschaftsendrunde fand in Deutschland statt und die Gruppengegner waren Serbien, Dänemark und Slowenien. Mit einem knappen 1:0-Sieg gegen die Serben sowie zwei Unentschieden gegen die Dänen und gegen die Slowenen (1:1 und 0:0) qualifizierte sich England für das Achtelfinale, in der man auf die Slowakei traf. Dabei lag England bis zur fünften Minute der Nachspielzeit mit 0:1 zurück, ehe Jude Bellingham den 1:1-Ausgleichstreffer schoss und somit seine Mannschaft in die Verlängerung brachte. Die Verlängerung dauerte nur wenige Sekunden, da gelang Harry Kane der 2:1-Siegtreffer. Im Viertelfinale hieß der Gegner Schweiz und die Eidgenossen gingen in der 75. Minute durch Breel Embolo in Führung, doch fünf Minuten später glich Bukayo Saka für die Engländer aus. Da es in der Verlängerung keinen Sieger gab, ging die Partie ins Elfmeterschießen, in der Jordan Pickford den Elfmeter von Manuel Akanji hielt und somit die Engländer ins Halbfinale beförderte. Dort gewannen sie nach einem 0:1-Rückstand durch ein spätes Tor von Ollie Watkins mit 2:1 gegen die Niederlande. Im Finale im Berliner Olympiastadion kam es zum Aufeinandertreffen mit Spanien und nach einer torlosen ersten Hälfte gingen die Spanier durch Nico Williams in der 47. Minute in Führung, ehe Cole Palmer drei Minuten nach seiner Einwechslung der Ausgleichstreffer gelang. Mikel Oyarzabal schoss jedoch vier Minuten vor Ende der regulären Spielzeit den 2:1-Siegtreffer für die Iberer und ließ somit die Titelträume der Engländer zerplatzen.
Gareth Southgate trat daraufhin als Nationaltrainer zurück. Interimsmäßig übernahm der U21-Trainer Lee Carsley, der zwar in Birmingham geboren wurde, aber während seiner aktiven Karriere für die irische Nationalmannschaft auflief. In der UEFA Nations League spielte England pikanterweise dann auch in einer Gruppe mit den Iren, beide Spiele endeten mit einem englischen Sieg (2:0 in Dublin und 5:0 im Wembley-Stadion in London). Die anderen Gruppengegner waren Griechenland und Finnland. Das Hinspiel gegen die Hellenen wurde mit 1:2 verloren, ansonsten gewannen die Three Lions die restlichen Spiele und stiegen als Gruppensieger wieder in die Liga A auf.
Zum 1. Januar 2025 wurde dann Thomas Tuchel der neue Nationaltrainer Englands. Somit bekleidet zum dritten Mal ein Ausländer und zum ersten Mal ein Deutscher dieses Amt.

## Aktueller Kader
Folgende Spieler stehen im Kader für das WM-Qualifikations-Spiel gegen Andorra am 7. und das Freundschaftsspiel gegen den Senegal am 10. Juni 2025:
- Stand der Leistungsdaten: 24. März 2025 (nach dem Länderspiel gegen Lettland)
- Stand des Kaders: 7. Juni 2025

| Name                   | Geburtstag       | Spiele  | Tore    | Verein            | Debüt          | Letztes Spiel |         |         |         |
| Torwart                | Torwart          | Torwart | Torwart | Torwart           | Torwart        | Torwart       | Torwart | Torwart | Torwart |
| ---------------------- | ---------------- | ------- | ------- | ----------------- | -------------- | ------------- | ------- | ------- | ------- |
| Dean Henderson         | 12. März 1997    | 02      | 0       | Crystal Palace    | 12. Nov. 2020  | 13. Okt. 2024 |         |         |         |
| Jordan Pickford        | 7. März 1994     | 76      | 0       | FC Everton        | 10. Nov. 2017  | 7. Juni 2025  |         |         |         |
| James Trafford         | 10. Oktober 2002 | 0       | 0       | FC Burnley        |                |               |         |         |         |
| Abwehr                 |                  |         |         |                   |                |               |         |         |         |
| Trent Alexander-Arnold | 7. Okt. 1998     | 34      | 04      | FC Liverpool      | 7. Juni 2018   | 7. Juni 2025  |         |         |         |
| Dan Burn               | 9. Mai 1992      | 02      | 0       | Newcastle United  | 21. März 2025  | 7. Juni 2025  |         |         |         |
| Trevoh Chalobah        | 5. Juli 1999     | 0       | 0       | FC Chelsea        |                |               |         |         |         |
| Levi Colwill           | 26. Feb. 2003    | 04      | 0       | FC Chelsea        | 13. Okt. 2023  | 10. Okt. 2024 |         |         |         |
| Reece James            | 8. Dez. 1999     | 19      | 01      | FC Chelsea        | 8. Okt. 2020   | 7. Juni 2025  |         |         |         |
| Ezri Konsa             | 23. Okt. 1997    | 12      | 0       | Aston Villa       | 23. März 2024  | 7. Juni 2025  |         |         |         |
| Myles Lewis-Skelly     | 26. Sept. 2006   | 02      | 01      | FC Arsenal        | 21. März 2025  | 24. März 2025 |         |         |         |
| Kyle Walker            | 28. Mai 1990     | 95      | 01      | AC Mailand        | 12. Nov. 2011  | 24. März 2025 |         |         |         |
| Mittelfeld             |                  |         |         |                   |                |               |         |         |         |
| Jude Bellingham        | 29. Juni 2003    | 43      | 06      | Real Madrid       | 12. Nov. 2020  | 7. Juni 2025  |         |         |         |
| Eberechi Eze           | 29. Juni 1998    | 08      | 01      | Crystal Palace    | 16. Juni 2023  | 7. Juni 2025  |         |         |         |
| Conor Gallagher        | 6. Feb. 2000     | 21      | 01      | Atlético Madrid   | 15. Nov. 2021  | 17. Nov. 2024 |         |         |         |
| Morgan Gibbs-White     | 27. Jan. 2000    | 03      | 0       | Nottingham Forest | 7. Sept. 2024  | 7. Juni 2025  |         |         |         |
| Jordan Henderson       | 17. Juni 1990    | 84      | 03      | Ajax Amsterdam    | 17. Nov. 2010  | 7. Juni 2025  |         |         |         |
| Curtis Jones           | 30. Januar 2001  | 05      | 01      | FC Liverpool      | 14. Nov. 2024  | 7. Juni 2025  |         |         |         |
| Cole Palmer            | 6. Mai 2002      | 12      | 02      | FC Chelsea        | 17. Nov. 2023  | 7. Juni 2025  |         |         |         |
| Declan Rice            | 14. Jan. 1999    | 65      | 05      | FC Arsenal        | 22. März 2019  | 7. Juni 2025  |         |         |         |
| Morgan Rogers          | 26. Juli 2002    | 05      | 0       | Aston Villa       | 14. Nov. 2024  | 7. Juni 2025  |         |         |         |
| Sturm                  |                  |         |         |                   |                |               |         |         |         |
| Anthony Gordon         | 24. Feb. 2001    | 11      | 01      | Newcastle United  | 23. März 2024  | 7. Juni 2025  |         |         |         |
| Harry Kane             | 28. Juli 1993    | 1060    | 72      | FC Bayern München | 27. März 2015  | 7. Juni 2025  |         |         |         |
| Noni Madueke           | 10. März 2002    | 06      | 0       | FC Chelsea        | 10. Sept. 2024 | 7. Juni 2025  |         |         |         |
| Bukayo Saka            | 5. Sep. 2001     | 43      | 12      | FC Arsenal        | 8. Okt. 2020   | 10. Okt. 2024 |         |         |         |
| Ivan Toney             | 16. März 1996    | 06      | 01      | al-Ahli           | 26. März 2023  | 14. Juli 2024 |         |         |         |

## Bilanzen, Statistik und Rekorde

### Titel
- Fußball-Weltmeisterschaft: 1966

### England bei Weltmeisterschaften
England spielte bei Weltmeisterschaften am häufigsten (sechsmal) gegen den späteren Weltmeister (1958, 1962, 1970, 1986, 1990, 2002). Neben dem Titelgewinn 1966 gelang nur noch 1990 und 2018 der Einzug in das Halbfinale. Bereits dreimal schieden die Engländer im Elfmeterschießen aus.
| Jahr | Gastgeberland  | Teilnahme bis …    | Letzte(r) Gegner             | Ergebnis    | Trainer             | Bemerkungen und Besonderheiten |
| ---- | -------------- | ------------------ | ---------------------------- | ----------- | ------------------- | --- |
| 1930 | Uruguay        | nicht teilgenommen |                              |             |                     | England war kein Mitglied der FIFA |
| 1934 | Italien        | nicht teilgenommen |                              |             |                     | England war kein Mitglied der FIFA |
| 1938 | Frankreich     | nicht teilgenommen |                              |             |                     | England war kein Mitglied der FIFA |
| 1950 | Brasilien      | Vorrunde           | Spanien, Chile, USA          | 8.          | Walter Winterbottom | |
| 1954 | Schweiz        | Viertelfinale      | Uruguay                      | 6.          | Walter Winterbottom | |
| 1958 | Schweden       | Vorrunde           | Brasilien, UdSSR, Österreich | 11.         | Walter Winterbottom | ausgeschieden im Entscheidungsspiel gegen die UdSSR |
| 1962 | Chile          | Viertelfinale      | Brasilien                    | 8.          | Walter Winterbottom | ausgeschieden gegen den späteren Weltmeister |
| 1966 | England        | Finale             | Deutschland                  | Weltmeister | Alf Ramsey          | einziger WM-Titel; Wembley-Tor |
| 1970 | Mexiko         | Viertelfinale      | Deutschland                  | 8.          | Alf Ramsey          | ausgeschieden in der Verlängerung |
| 1974 | Deutschland    | nicht qualifiziert |                              |             |                     | in der Qualifikation an Polen gescheitert |
| 1978 | Argentinien    | nicht qualifiziert |                              |             |                     | in der Qualifikation an Italien gescheitert |
| 1982 | Spanien        | Zwischenrunde      | Deutschland, Spanien         | 6.          | Ron Greenwood       | ausgeschieden ohne Niederlage |
| 1986 | Mexiko         | Viertelfinale      | Argentinien                  | 8.          | Bobby Robson        | ausgeschieden gegen den späteren Weltmeister, u. a. durch Handtor Diego Maradonas („Hand Gottes“); Gary Lineker wurde Torschützenkönig                                                                     |
| 1990 | Italien        | Spiel um Platz 3   | Italien                      | 4.          | Bobby Robson        | Halbfinalniederlage im Elfmeterschießen gegen den späteren Weltmeister Deutschland |
| 1994 | USA            | nicht qualifiziert |                              |             |                     | in der Qualifikation an den Niederlanden und Norwegen gescheitert |
| 1998 | Frankreich     | Achtelfinale       | Argentinien                  | 9.          | Glenn Hoddle        | ausgeschieden im Elfmeterschießen |
| 2002 | Südkorea/Japan | Viertelfinale      | Brasilien                    | 6.          | Sven-Göran Eriksson | ausgeschieden gegen den späteren Weltmeister |
| 2006 | Deutschland    | Viertelfinale      | Portugal                     | 7.          | Sven-Göran Eriksson | ausgeschieden im Elfmeterschießen |
| 2010 | Südafrika      | Achtelfinale       | Deutschland                  | 13.         | Fabio Capello       | Englands höchste WM-Niederlage beim 1:4 gegen Deutschland |
| 2014 | Brasilien      | Vorrunde           | Italien, Uruguay, Costa Rica | 26.         | Roy Hodgson         | erstes WM-Vorrundenaus seit 56 Jahren |
| 2018 | Russland       | Spiel um Platz 3   | Belgien                      | 4.          | Gareth Southgate    | erstmals seit der WM 1990 wieder das Halbfinale und Spiel um Platz 3 erreicht; Harry Kane wurde Torschützenkönig                                                                                           |
| 2022 | Katar          | Viertelfinale      | Frankreich                   | 6.          | Gareth Southgate    | Nach einem Sieg gegen den Iran und einem Remis gegen die USA gewann England das letzte Gruppenspiel gegen Wales sowie das Achtelfinale gegen den Senegal, verlor jedoch im Viertelfinale gegen Frankreich. |

### England bei Europameisterschaften
England nahm zehnmal an der Endrunde zur Europameisterschaft teil, gewann aber nie den Titel. Ihr bestes Ergebnis erreichte die englische Mannschaft im Jahr 2021 mit dem zweiten Platz. Bei der EM 1996 im eigenen Land schied sie erst im Halbfinale im Elfmeterschießen gegen den späteren Sieger Deutschland aus.
| Jahr | Gastgeberland           | Teilnahme bis …    | Letzte(r) Gegner                | Ergebnis | Bemerkungen und Besonderheiten |
| ---- | ----------------------- | ------------------ | ------------------------------- | -------- | --- |
| 1960 | Frankreich              | nicht teilgenommen |                                 |          | |
| 1964 | Spanien                 | nicht qualifiziert |                                 |          | in der Vorrunde an Frankreich gescheitert, das sich auch nicht für die Endrunde qualifizieren konnte |
| 1968 | Italien                 | Spiel um Platz 3   | UdSSR                           | Dritter  | |
| 1972 | Belgien                 | nicht qualifiziert |                                 |          | im Viertelfinale am späteren Europameister Deutschland gescheitert |
| 1976 | Jugoslawien             | nicht qualifiziert |                                 |          | in der Qualifikation am späteren Europameister Tschechoslowakei gescheitert |
| 1980 | Italien                 | Vorrunde           | Belgien, Italien, Spanien       | –        | nach je einem Sieg, einem Remis und einer Niederlage als Gruppendritter ausgeschieden |
| 1984 | Frankreich              | nicht qualifiziert |                                 |          | in der Qualifikation an Dänemark gescheitert |
| 1988 | BR Deutschland          | Vorrunde           | Irland, Niederlande, UdSSR      | –        | nach drei Niederlagen als Gruppenletzter ausgeschieden |
| 1992 | Schweden                | Vorrunde           | Dänemark, Frankreich, Schweden  | –        | nach zwei Remis und einer Niederlage gegen Gastgeber Schweden als Gruppenletzter ausgeschieden |
| 1996 | England                 | Halbfinale         | Deutschland                     | –        | Niederlage im Elfmeterschießen gegen den späteren Europameister |
| 2000 | Niederlande und Belgien | Vorrunde           | Deutschland, Portugal, Rumänien | –        | nach einem Sieg gegen den Titelverteidiger und zwei Niederlagen als Gruppendritter ausgeschieden |
| 2004 | Portugal                | Viertelfinale      | Portugal                        | –        | Niederlage im Elfmeterschießen gegen den Gastgeber und späteren Vizeeuropameister |
| 2008 | Österreich und Schweiz  | nicht qualifiziert |                                 |          | in der Qualifikation an Kroatien und Russland gescheitert |
| 2012 | Polen und Ukraine       | Viertelfinale      | Italien                         | –        | Gruppensieger nach einem Remis gegen Frankreich sowie Siegen gegen Schweden und Co-Gastgeber Ukraine; erneutes Ausscheiden nach Elfmeterschießen |
| 2016 | Frankreich              | Achtelfinale       | Island                          | –        | Mit einem Sieg gegen den späteren Gruppensieger Wales und zwei Remis gegen Russland und die Slowakei als Gruppenzweiter die K.-o.-Runde erreicht. |
| 2021 | Europa                  | Finale             | Italien                         | Zweiter  | England stellte mit dem Wembley-Stadion die Spielstätte für drei Gruppenspiele sowie ein Achtelfinale, die beiden Halbfinalspiele und das Finale, musste sich aber wie alle anderen UEFA-Mitglieder für die EM qualifizieren, was am vorletzten Spieltag gelang. Gegner in der Qualifikation waren Bulgarien, das Kosovo, Montenegro und Tschechien. Bei der Europameisterschaft wurde England Gruppensieger der Vorrunde und gewann im Achtelfinale gegen Deutschland, im Viertelfinale gegen die Ukraine und Halbfinale gegen Dänemark, bis man im Finale Italien unterlag. |
| 2024 | Deutschland             | Finale             | Spanien                         | Zweiter  | Nach einem Sieg gegen Serbien, einem Remis gegen Dänemark und Slowenien, für die K.-o.-Runde qualifiziert, gewann England gegen die Slowakei in der Verlängerung und gegen die Schweiz im Elfmeterschießen. Im Halbfinale besiegten sie die Niederlande und verloren das darauf folgende Finale gegen Spanien. |

### England in der UEFA Nations League
- 2018/19: Liga A, 1. Platz mit 2 Siegen, 1 Remis und 1 Niederlage, 3. Platz beim Final-Four-Turnier
- 2020/21: Liga A, 3. Platz mit 3 Siegen, 1 Remis und 2 Niederlagen
- 2022/23: Liga A, 4. Platz mit 3 Remis und 3 Niederlagen
- 2024/25: Liga B

### Nationaltrainer
| Nationaltrainer                    | Amtszeit  |
| ---------------------------------- | --------- |
| Sir Walter Winterbottom            | 1946–1962 |
| Sir Alf Ramsey                     | 1963–1974 |
| Joe Mercer                         | 1974      |
| Don Revie                          | 1974–1977 |
| Ron Greenwood                      | 1977–1982 |
| Sir Bobby Robson                   | 1982–1990 |
| Graham Taylor                      | 1990–1993 |
| Terry Venables                     | 1993–1996 |
| Glenn Hoddle                       | 1996–1999 |
| Howard Wilkinson (Interimstrainer) | 1999      |
| Kevin Keegan                       | 1999–2000 |
| Peter Taylor (Interimstrainer)     | 2000      |
| Sven-Göran Eriksson                | 2001–2006 |
| Steve McClaren                     | 2006–2007 |
| Fabio Capello                      | 2007–2012 |
| Stuart Pearce (Interimstrainer)    | 2012      |
| Roy Hodgson                        | 2012–2016 |
| Sam Allardyce                      | 2016      |
| Gareth Southgate                   | 2016–2024 |
| Lee Carsley (Interimstrainer)      | 2024      |
| Thomas Tuchel                      | 2025–     |

### Rekordspieler der Nationalmannschaft
Stand: 7. Juni 2025
| Spieler            | Zeitraum  | Einsätze | Tore |
| ------------------ | --------- | -------- | ---- |
| Peter Shilton      | 1970–1990 | 125      | 0    |
| Wayne Rooney       | 2003–2018 | 120      | 53   |
| David Beckham      | 1996–2009 | 115      | 17   |
| Steven Gerrard     | 2000–2014 | 114      | 21   |
| Bobby Moore        | 1962–1973 | 108      | 02   |
| Ashley Cole        | 2001–2014 | 107      | 0    |
| Sir Bobby Charlton | 1958–1970 | 0106     | 49   |
| Frank Lampard      | 1999–2014 | 0106     | 29   |
| Harry Kane         | 2015–     | 0106     | 72   |
| Billy Wright       | 1946–1959 | 105      | 03   |
| Kyle Walker        | 2011–     | 095      | 01   |
| Bryan Robson       | 1980–1991 | 090      | 26   |

### Rekordtorschützen der Nationalmannschaft
Stand: 7. Juni 2025
| Spieler            | Zeitraum  | Tore | Einsätze | WM-Tore | Rekordtorschütze                                         |
| ------------------ | --------- | ---- | -------- | ------- | -------------------------------------------------------- |
| Harry Kane         | 2015–     | 72   | 1060     | 08      | seit 23. März 2023                                       |
| Wayne Rooney       | 2003–2018 | 53   | 1200     | 01      | 8. Sept. 2015 bis 23. März 2023                          |
| Sir Bobby Charlton | 1958–1970 | 49   | 0106     | 04      | 22. Mai 1968 bis 8. Sept. 2015                           |
| Gary Lineker       | 1984–1992 | 48   | 80       | 10      |                                                          |
| Jimmy Greaves      | 1959–1967 | 44   | 57       | 01      | 24. Mai 1964 bis 22. Mai 1968                            |
| Michael Owen       | 1998–2008 | 40   | 89       | 04      |                                                          |
| Sir Tom Finney     | 1946–1958 | 30   | 76       | 02      | 4. Oktober 1958 bis 24. Mai 1964                         |
| Nat Lofthouse      | 1950–1958 | 30   | 33       | 03      | 22. November 1958 bis 24. Mai 1964 (zusammen mit Finney) |
| Alan Shearer       | 1992–2000 | 30   | 63       | 02      |                                                          |
| Vivian Woodward    | 1903–1911 | 29   | 23       | 0       | 13. März 1911 bis 4. Oktober 1958                        |
| Frank Lampard      | 1999–2014 | 29   | 1060     | 0       |                                                          |

- fett = Rekordmarke

## Sonstiges

### Spielstätten
Die ersten Heimspiele der englischen Mannschaft fanden im Kennington Oval in London statt, wo es zwischen 1873 und 1889 insgesamt zehn Spiele gab, bevor auch neben anderen Städten Spiele in weiteren Londoner Stadien ausgetragen wurden. Nach der Fertigstellung des Londoner Wembley-Stadions im Jahr 1924 wechselte sich dieses insbesondere mit dem Highbury im gleichnamigen Stadtteil (12 Spiele) bis Anfang der 1960er Jahre ab. Danach wurden bis zum Abriss des Wembley-Stadions alle Spiele in London dort ausgetragen. Nach der Eröffnung des neuen Wembley-Stadions wurden ebenfalls alle Londoner Spiele dort ausgetragen. Auch für die Weltmeisterschaft 1966 und die Europameisterschaft 1996 wurde der Spielplan so gestaltet, dass England zu allen Spielen im Wembley-Stadion antreten konnte.
Neben London waren Manchester (22 Spiele in The Manchester Football Ground (Whalley Range, damals zu Stretford), Old Trafford, Maine Road und City of Manchester Stadium), Liverpool (21 Spiele im Aigburth Cricket Ground, Anfield und Goodison Park) und Birmingham (10 Spiele im Wellington Road, Villa Park) die häufigsten Austragungsorte (siehe auch: Liste der Länderspiele der englischen Fußballnationalmannschaft#Spielstädte).

### Trikots
Das Nationaltrikot ziert das englische Wappen mit den drei Löwen (heraldisch sind dies Leoparden), den berühmten „Three Lions“, sowie ein Stern für den WM-Sieg 1966. In der farblichen Gestaltung machte es seit Mitte des 20. Jahrhunderts viele Änderungen durch. Vgl.: 

### Rivalitäten
Traditionell bestehen Rivalitäten zur argentinischen, deutschen und schottischen Fußballnationalmannschaft. Die Rivalität zur argentinischen Mannschaft hat sich insbesondere nach dem Falklandkrieg und der Hand Gottes bei der Fußball-Weltmeisterschaft 1986 entwickelt. Die deutsch-englische Fußballrivalität ist insbesondere ein Ergebnis des Wembley-Tores und des Ausscheidens der englischen Mannschaft in wichtigen K.-o.-Spielen bei Welt- und Europameisterschaften gegen Deutschland, wobei die englische Mannschaft zweimal erst im Elfmeterschießen unterlag. Die schottische Mannschaft ist erster und häufigster Gegner der englischen Mannschaft und die englisch-schottische Rivalität ist Teil der Geschichte Großbritanniens.

### Elfmeterschießen
England ist mehrmals bei großen Turnieren im Elfmeterschießen ausgeschieden. Nur viermal, 1996 im Viertelfinale der Europameisterschaft gegen Spanien (im anschließenden Halbfinale wiederum im Elfmeterschießen gegen Deutschland verloren), 2018 im Achtelfinale der WM gegen Kolumbien, 2019 im Spiel um Platz 3 der UEFA Nations League, und 2024 im Viertelfinale der Europameisterschaft gegen die Schweiz, gewann das Team ein Elfmeterschießen. Insgesamt unterlag England siebenmal im Elfmeterschießen, ebenso häufig wie Argentinien (7 von 17). Nur Malawi (14 von 20) und Sambia (17 von 35) haben mehr Elfmeterschießen verloren.
| Datum         | Gegner      | Anlass                               | Ausgang | Erfolgreiche englische Schützen                                                        | Englische Fehlschützen                         | Erfolgreiche englische Torhüter | Besonderheiten |
| ------------- | ----------- | ------------------------------------ | ------- | -------------------------------------------------------------------------------------- | ---------------------------------------------- | ------------------------------- | --- |
| 4. Juli 1990  | Deutschland | WM-Halbfinale                        | 3:4     | Gary Lineker, Peter Beardsley, David Platt                                             | Stuart Pearce, Chris Waddle                    |                                 | |
| 22. Juni 1996 | Spanien     | EM-Viertelfinale                     | 4:2     | Alan Shearer, David Platt, Stuart Pearce, Paul Gascoigne                               |                                                | David Seaman (1)                | der Spanier Fernando Hierro schoss an die Querlatte |
| 26. Juni 1996 | Deutschland | EM-Halbfinale                        | 5:6     | Alan Shearer, David Platt, Stuart Pearce, Paul Gascoigne, Teddy Sheringham             | Gareth Southgate                               |                                 | |
| 30. Juni 1998 | Argentinien | WM-Achtelfinale                      | 3:4     | Alan Shearer, Paul Merson, Michael Owen                                                | Paul Ince, David Batty                         | David Seaman (1)                | |
| 24. Juni 2004 | Portugal    | EM-Viertelfinale                     | 5:6     | Michael Owen, Frank Lampard, John Terry, Owen Hargreaves, Ashley Cole                  | David Beckham, Darius Vassell                  |                                 | der portugiesische Torwart Ricardo hielt einen Elfmeter ohne Torwarthandschuhe und verwandelte anschließend den entscheidenden Elfmeter selbst. Der Portugiese Rui Costa schoss über das Tor |
| 1. Juli 2006  | Portugal    | WM-Viertelfinale                     | 1:3     | Owen Hargreaves                                                                        | Frank Lampard, Steven Gerrard, Jamie Carragher |                                 | der Portugiese Ricardo hielt 3 Elfmeter. Die Portugiesen Hugo Viana und Petit trafen den Pfosten                                                                                             |
| 24. Juni 2012 | Italien     | EM-Viertelfinale                     | 2:4     | Steven Gerrard, Wayne Rooney                                                           | Ashley Young, Ashley Cole                      |                                 | der Italiener Riccardo Montolivo schoss am Tor vorbei |
| 3. Juli 2018  | Kolumbien   | WM-Achtelfinale                      | 4:3     | Harry Kane, Marcus Rashford, Kieran Trippier, Eric Dier                                | Jordan Henderson                               | Jordan Pickford (1)             | der Kolumbianer Mateus Uribe schoss an die Latte |
| 9. Juni 2019  | Schweiz     | UEFA-Nations-League-Spiel um Platz 3 | 6:5     | Harry Maguire, Ross Barkley, Jadon Sancho, Raheem Sterling, Jordan Pickford, Eric Dier |                                                | Jordan Pickford (1)             | der Schweizer Josip Drmic scheitert an Jordan Pickford |
| 11. Juli 2021 | Italien     | EM-Finale                            | 2:3     | Harry Kane, Harry Maguire                                                              | Marcus Rashford, Jadon Sancho, Bukayo Saka     | Jordan Pickford (2)             | Marcus Rashford und Jadon Sancho wurden erst in der 120. Minute eingewechselt. |
| 6. Juli 2024  | Schweiz     | EM-Viertelfinale                     | 5:3     | Cole Palmer, Jude Bellingham, Bukayo Saka, Ivan Toney, Trent Alexander-Arnold          |                                                | Jordan Pickford (1)             | Ivan Toney und Trent Alexander-Arnold wurden erst in der 2. Halbzeit der Verlängerung eingewechselt, Saka hatte durch sein Ausgleichstor die Verlängerung erwirkt.                           |

### Torwartdiskussion
Im Verlauf der Fußballhistorie bewerteten Sportjournalisten englische Nationaltorhüter gelegentlich sehr kritisch. Beispielhaft kreideten Beobachter der WM 1954 der damaligen „Nummer 1“ Gil Merrick im Viertelfinalspiel gegen Uruguay mehrere Fehler an und gaben diesem eine Mitschuld an der 2:4-Niederlage. Ähnlich deutlich waren die Schuldzuweisungen im Jahr 2002, als sich David Seaman im Viertelfinale gegen Brasilien bei einem Freistoß des Gegners relativ weit vor seinem Tor positionierte und den folgenden entscheidenden Gegentreffer per Weitschuss nicht verhindern konnte. Hatten zwischendurch Gordon Banks (Weltmeister 1966, verstorben 2019) und Peter Shilton (englischer Rekordnationalspieler mit 125 Länderspielen) noch in knapp 30 Jahren zwischen 1963 und 1990 höchste Reputation im internationalen Fußball genossen, so standen die englischen Schlussmänner nach der Jahrtausendwende zunehmend im Ruf, in turnierentscheidenden Momenten unglücklich zu agieren. Auch Seamans Nachfolger David James unterliefen „Patzer“ in der Qualifikation zur WM 2006, die ihm die Bezeichnung Calamity James (etwa: Unglücksrabe James, in Anlehnung an Calamity Jane) einbrachten. Einen weiteren „Tiefpunkt“ setzte Scott Carson 2007, als er im entscheidenden Spiel um die Qualifikation für die EM 2008 gegen Kroatien daneben griff. Nachdem auch Robert Green im ersten Gruppenspiel der WM 2010 gegen die Vereinigten Staaten einen offensichtlich harmlosen Ball passieren ließ, kehrte David James zurück ins englische Tor und blieb im restlichen Turnier ohne individuellen Fehler. Ihn beerbte nach dem Turnier Joe Hart, dem zugetraut wurde, diese Schwäche zu beheben. Im mit 1:2 verlorenen Achtelfinalspiel der EM 2016 gegen Island unterlief ihm aber ein Fehler vor dem zweiten Tor der Isländer. Hart übernahm anschließend die Verantwortung für mindestens zwei Gegentore seiner Mannschaft im Turnierverlauf.

### Erfolg als Gesangsgruppe
Im Vorfeld der WM 1970 nahm der Kader als England World Cup Squad “70” zwei von Phil Coulter und Bill Martin geschriebene und produzierte Lieder auf, Back Home und Cinnamon Stick, die auf einer Single auf dem Pye Label veröffentlicht wurden. Die A-Seite Back Home wurde in den britischen Charts notiert und stand im Mai 1970 drei Wochen lang auf Platz eins. Das Cover der Single zeigte Aufnahmen des Weltmeisterteams von 1966 mit der WM-Trophäe Coupe Jules Rimet.
Back Home war der erste Hit einer englischen Fußballnationalmannschaft. Nachdem sich England nicht für die Weltmeisterschaften 1974 und 1978 qualifiziert hatte, folgte 1982 von der England World Cup Squad die WM-Single This Time (We’ll Get It Right) (B-Seite: England, We’ll Fly the Flag), die bis auf Platz zwei der Charts stieg. Die von der England World Cup Squad 1986 veröffentlichte Single We’ve Got the Whole World at Our Feet (B-Seite: When We Are Far from Home) kam mit Platz 66 lediglich auf die unteren Ränge der Charts, ebenso wie das als England Football Team with the Sound of Stock Aitken and Waterman 1988 zur EM in Deutschland herausgebrachte All the Way (Platz 64). Erst 1990 erreichte das mit New Order als Englandneworder aufgenommene World in Motion ebenfalls Platz eins; eine Wiederveröffentlichung dieses Songs anlässlich der WM in Japan und Korea stieg 2002 bis auf Platz 43.
Begleitend zu den Hits wurden auch Langspielplatten veröffentlicht; The World Beaters Sing the World Beaters erreichte 1970 Platz vier in den Albumcharts; This Time platzierte sich 1982 auf Rang 37.